# سنجه فیلم

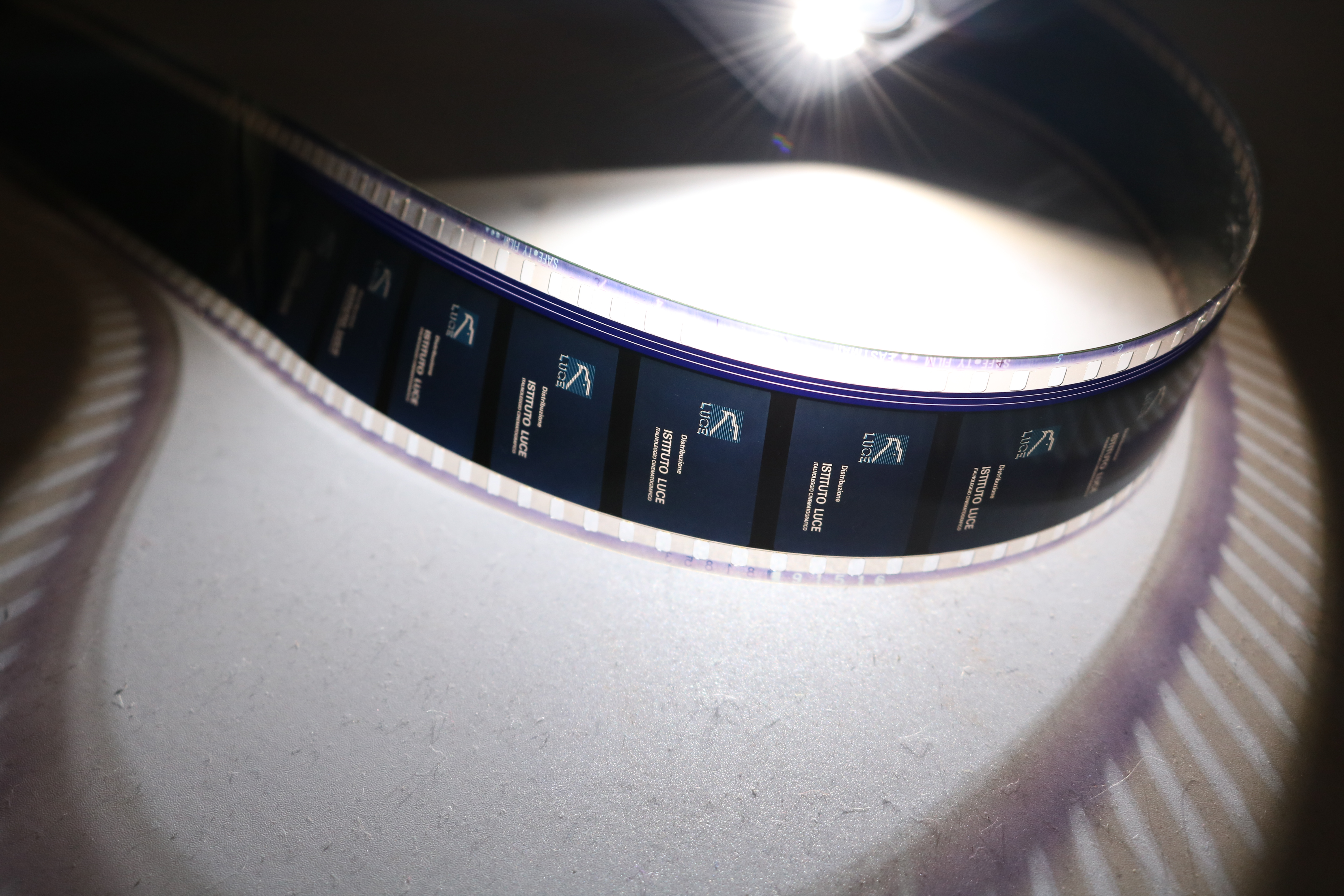
یک سنجه فیلم ۳۵ میلی‌متری که با چراغ‌قوه تلفن هوشمند روشن‌شده.

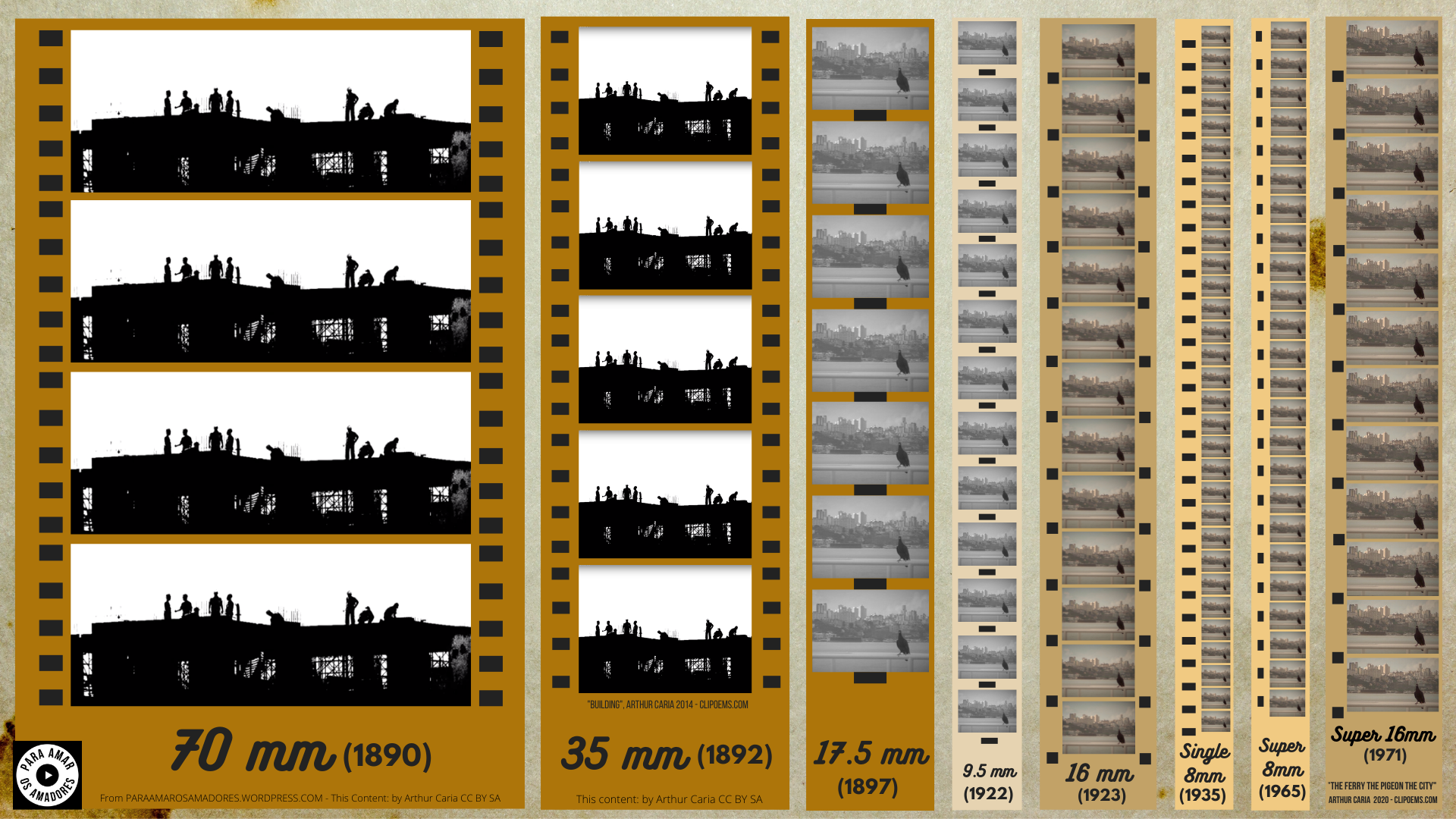

سنجه فیلم یک ویژگی فیزیکی فیلم عکاسی یا فیلم آپارات است که عرض آن را مشخص می‌کند. به‌طورسنتی، سنجه‌های اصلی فیلم سینمایی ۸ میلی‌متر، ۱۶ میلی‌متر، ۳۵ میلی‌متر و ۶۵/۷۰ میلی‌متری هستند (در این مورد ۶۵ میلی‌متر برای نگاتیو و ۷۰ میلی‌متر برای چاپ آزاد؛ پنج میلی‌متر اضافی برای موسیقی متن مغناطیسی در نظر گرفته شده‌است). سنج‌های تاریخی دیگری در گذشته، به‌ویژه در دوران صامت وجود داشته‌اند که مهم‌ترین آن‌ها فیلم‌های ۹٫۵ میلی‌متری، و همچنین مجموعه‌ای از موارد دیگر از ۳ میلی‌متر تا ۷۵ میلی‌متر بوده‌است.
سنجه فیلم بزرگتر به‌طورکلی با کیفیت تصویر بالاتر، جزئیات بیشتر تصویر، هزینه مواد بیشتر، تجهیزات دوربین سنگین‌تر، تجهیزات بزرگتر و پرهزینه‌تر تصویربرداری، و همچنین حجم و وزن بیشتر برای توزیع و ذخیره‌سازی (هم موقت و هم بایگانی) مرتبط است.